# محمد ماغوط
محمد احمد عیسی ماغوط (۱۹۳۴ در سلمیه، سوریه - ۳ آوریل ۲۰۰۶) شاعر و نویسنده اسماعیلی مذهب ( اسماعیلیه )اهل سوریه است. او مانند دو هموطن دیگرش آدونیس و نزار قبانی سال‌ها دور از کشورش زندگی کرده‌است. زبان شعر او کاملاً منثور است، او فقط به مضمون در شعر می‌اندیشد و تلاش می‌کند که به کمک مجازها و استعاره‌ها و کنایه‌ها کوتاه‌ترین راه را برای رسیدن به معنی بیابد. محمد الماغوط در شعر معاصر عرب شاعری صاحب سبک و چهره‌ای شناخته شده‌است. او هم چنین از مؤسسین نشریه تشرین می‌باشد.

## چکیده
ماغوط(۱۹۳۴–۲۰۰۷)، شاعر و نویسنده سوری و از پیشگامان و توسعه دهندگان قصیده النثر در شعر عربی است. او از کودکی با رنج و درد ملّت آشنا شد و در دوران نوجوانی، شاهد اشغال فلسطین و اوضاع نابسامان کشورهای منطقه بود. مشاهدهٔ این اوضاع، نوعی روحیّه تمرّد را در شخصیت او به وجود آورد؛ به گونه‌ای که در نوع شعری وی نیز تأثیر گذاشت و به قصیده النثر که نوعی تمرّد از قوانین شعر و رعایت وزن و قافیه و عروض بود، روی آورد و از پیشگامان قصیده النثر گردید. او به عنوان یک ناقد اجتماعی به انتقاد از وضع موجود عرب و ضعف و سستی آن‌ها در برابر سلطه جویان و به خصوص اسراییل پرداخته‌است و آثار خود آن‌ها را به وحدت و یکپارچگی و مقاومت فرا می‌خواند. در تمامی آثار او، اعم از شعر، داستان و نمایشنامه، بن مایه‌هایی از مقاومت آشکارا به چشم می‌خورد. هدف از این مقاله، بیان و ارائه جلوه‌های مقاومت در آثار ماغوط است که ابتدا به شرح مختصری از زندگی سیاسی، اجتماعی و ادبی ماغوط می‌پردازد، سپس مظاهر مقاومت را که از مطالعهٔ تمام آثار او استخراج شده، در سه عنوان دعوت به مبارزه و مقاومت، ماغوط و لبنان و ماغوط و فلسطین ارائه می‌کند و به بیان دیدگاه‌های او در این مورد می‌پردازد تا ضمن معرّفی وی، حساسیّت او را به عنوان یک ادیب عرب، نسبت به مسائل جهان عرب نشان می‌دهد و نقش اشعار و کلمات او را در بیدارسازی ملّت برای حفظ عزت و کرامت خود بیان نماید.

## جوایز
وی چندین جایزه در شعر و نمایشنامه‌نویسی دریافت کرده‌است؛ از جمله آن‌ها جایزه «العویس» در زمینهٔ شعر است که در سال ۲۰۰۵/۲۰۰۴ به او اعطاء شده‌است. در سال ۲۰۰۲ در کتابخانه اسد، نشان درجه یک لیاقت را از «بشار اسد»، رئیس‌جمهور سوریه، دریافت کرد. همچنین در جشنواره سالانه شعر که در سال ۲۰۰۴ در «سلیمه» برگزار شد، مورد تکریم قرار گرفت. علاوه بر آن، بیشتر آثار داستانی و نمایشی و اشعار او در جشنواره‌های عربی و بین‌المللی جوایزی دریافت نموده‌است.

## زندگی سیاسی و اجتماعی
ماغوط در دهه چهل، فعالیّت خود را در حزب قومی-سوسیالیستی سوریه آغاز می‌کند امّا دیری نمی‌گذرد که از این کار خسته می‌شود. او می‌گوید: «من نوجوان بودم. این کار شبیه سنّت اجتماعی، مثل ازدواج بود و انسان باید وارد حزبی می‌شد امّا خیلی زود از خطابه‌ها و نظریّه‌ها احساس خستگی کردم» همچنین در جایی دیگر می‌گوید: «من طبعاً آشوبگر هستم؛ نه منطقی به چیزی می‌پیوندم و نه منطقی رها می‌کنم. فقیر بودنم نوعی نیاز به پیوستن در من ایجاد کرد و حزب، نوعی حمایت برای کسی بود که مال و مقامی نداشت.» (آدم، ۲۰۰۱: ۱۳۴) زندگی سیاسی ماغوط زمانی آغاز می‌شود که به زندان می‌افتد. او در زندان از نزدیک و شخصاً شاهد ظلم و جوری بود که ملّت از آن رنج می‌برد. در اوایل دهه پنجاه، ماغوط مقالات خود را در روزنامه «البناء» و مجلهٔ «المضحک المبکی» و «الف باء» منتشر می‌کرد. در این دوره که دوره بعد از جنگ جهانی دوم بود، تعداد زیادی از نویسندگان ظهور کردند که نوشته‌هایشان فریادهای ملّت برای آزادی و استقلال بود و ماغوط نیز یکی از همین نویسندگان است. او در دمشق، سردبیر مجله «الشرطه» بود و بسیاری از نقدهای خود را در صفحه خاصی با عنوان «الورقه الاخیره» منتشر می‌کرد. همچنین در نیمه دوم دههٔ هفتاد با مشارکت «زکریا تامر» نویسنده سوری، در روزنامه «تشرین» فعالیّت داشت. از سال ۱۹۷۸ در مجله «المستقبل» که در پاریس منتشر می‌شد، در صفحه‌ای با عنوان «آلیس در سرزمین عجائب» مطلب می‌نوشت. همچنین به‌طور میانگین، هر دو هفته یک مقاله از او در مجله «الوسط» لندن منتشر می‌شد. (احمد، ۱۹۹۲: ۲۴)

## زندگی ادبی
زندگی ادبی ماغوط از ده سالگی آغاز می‌شود. در این سن مشاهده صحنه‌ای که در آن اسب سواری، بی‌رحمانه بر اسب خود تازیانه می‌زد و با این کار او رهگذران نیز صدمه می‌دیدند، احساسات او را برای سرودن شعر برانگیخت. نوشته‌های ماغوط که سرشار از حسّ ملی و میهنی است، اعجاب و تقدیر شعرا و نویسندگان معاصر وی را برانگیخته است. او در آثار خود وصف مشکلات و رنج‌های جامعه را با طنز در هم آمیخته و فروپاشی اخلاقی حاکمان منطقه را آشکار کرده‌است. وی از طنزآوران ممتاز و نامی جهان عرب به‌شمار می‌آید. زبان گزنده و صریح و لحن بی پروای او در طنزهای سیاسی و اجتماعی شهره همگنان و مقبول خاص و عام است. (وفاه محمد الماغوط) سخنانی که او در نکوهش اوضاع حاکم بر جهان عرب نوشته، از نیش دارترین حرف‌هایی است که یک صاحب قلم عرب زبان می‌تواند بنویسد. او شعر را پناهگاه خود می‌داند و هنگام درد و رنج و آوارگی، بدون توجّه به زبان، سبک، خواننده یا ناقد به آن پناه می‌برد و به نوع درخت کاری ندارد. (صویلح، ۲۰۰۲: ۳۴) ماغوط در نثر نیز سبکی ویژه دارد. کتاب او با عنوان جنجال‌برانگیز «سأخون وطنی» تأییدکننده این مطلب است. آنگونه که از عنوان کتاب برمی آید، به نظر می‌رسد او به وطن خیانت می‌کند اما با مطالعه کتاب روشن می‌شود که او نه تنها به وطن خیانت نمی‌کند بلکه نوشته‌های او نشان دهنده دلبستگی و عشق شدید او به وطن است. وی چندین جایزه در شعر و نمایشنامه‌نویسی دریافت کرده‌است؛ از جمله آن‌ها جایزه «العویس» در زمینهٔ شعر است که در سال ۲۰۰۵/۲۰۰۴ به او اعطاء شده‌است. در سال ۲۰۰۲ در  کتابخانه ملی اسد ، نشان درجه یک لیاقت را از «بشار اسد»، رئیس‌جمهور سوریه، دریافت کرد. همچنین در جشنواره سالانه شعر که در سال ۲۰۰۴ در «سلیمه» برگزار شد، مورد تکریم قرار گرفت. علاوه بر آن، بیشتر آثار داستانی و نمایشی و اشعار او در جشنواره‌های عربی و بین‌المللی جوایزی دریافت نموده‌است. (alsbah.net) گفته‌های خود ماغوط در یکی از نوشته‌هایش این مطلب را تأیید می‌کند؛ آنجا که می‌گوید: رغمَ الشهادات و الجوائز و السیوف و الدُروع آلتی تُغَطی الجُدران و الأوسحِه آلتی تُغَطی صَدری و التصفیقِ المدوی انَّی ذهبتُ وعُدتُ و حضرت و کتُبی المترجمه آلتی کل لغات العالَم… (الماغوط، الاعمال الشعریه، ۲۰۰۶، ص ۳۹۴) [با وجود گواهی‌ها و جایزه‌ها و شمشیرها و مدال‌هایی که دیوارها را پوشاننده/و نشان‌هایی که بر سینه ام آویخته شده/و کف زدن‌ها هر جا که می‌روم و بر می‌گردم و حاضر می‌شوم/ و کتاب‌های ترجمه شده‌ام به تمام زبان‌های دنیا

## مقاومت-ماغوط-فلسطین-لبنان
مقاومت را می‌توان یکی از عناصر تشکیل دهنده وجود انسان دانست چرا که از همان آغاز زندگی، مبارزه بین انسان و طبیعت برای بقا، حفظ و ادامه زندگی آغاز می‌گردد و در سایه این مبارزه است که انسان رشد می‌کند. در زمانی که برخی از قدرت‌های سلطه جو و استعمارگر، به دیگر
کشورها هجوم می‌برند و به غارت و چپاول ثروت ملّی و طبیعی آن‌ها می‌پردازند، نوعی دیگر از مقاومت، شکل می‌گیرد؛ یعنی ایستادگی در برابر متجاوزان که ضامن حفظ بقا و هویّت یک ملّت است. ماغوط، شاعر و نویسنده سوری است که از کودکی با رنج و درد ملّت آشنا شده و در دوران نوجوانی اشغال فلسطین و اوضاع نابسامان کشورهای منطقه را نظاره گر بوده‌است؛ در نتیجه، از همان ابتدای شکل‌گیری شخصیّت او، نشانه‌هایی از تمرّد در وجود او شکل می‌گیرد. این تمرّد در نوع شعری که برمی‌گزیند-یعنی قصیده النثر که خروج از قواعد و قوانین شعری و عدم رعایت وزن و قافیه است، نمود می‌یابد. او که با دردها و رنج‌های ملّت زیسته و نظاره گر وضع و حال عرب بوده‌است، به عنوان یک ناقد اجتماعی به انتقاد از وضع موجود عرب و سکوت و سستی آن‌ها در برابر سلطه جویان و به خصوص اسراییل پرداخته‌است و تنها راه نجات را در وحدت و یکپارچگی و مقاومت می‌داند و در آثار خود به شیوه‌های مختلف، خواننده را متوجّه این مسئله می‌سازد. ماغوط نه به عنوان یک شاعر عرب بلکه به عنوان شاعر انسانیّت که درد بشریّت را درد خود می‌داند، حاضر است تمامی آن‌ها را به جان بخرد و برای تخفیف آلام آنان از آنان می‌خواهد تا رنج‌های خود را به جان بخرد و برای تخفیف آلام از آنان می‌خواهد تا رنج‌های خود را برای او بفرستند: ایها السجناء فی کل مکان/ابعثوا لی بکل ما عندکم/من رعب و عویل و ضجر/ایها الصیادون علی کل شاطی/ابعثوا لی بکل ما لدیکم/من شباک فارغه و دوار بحر/ایها الفلاحون فی کل ارض/ابعثوا لی بکل ما عندکم/من زهور و خرق بالیه/الی عنوانی... فی ای مقهی/فی ای شارع فی العالم. [ای زندانیان در هر جا/هرچه ترس و ناله و ملال دارید برایم بفرستید/ای صیادان ساحل/هرچه تور خالی و دریازدگی دارید برایم بفرستید/ای کشاورزان در سراسر زمین/هرچه گل و لباس مندرس دارید برایم بفرستید/به نشانی من. در هر قهوه‌خانه/در هر خیابان جهان] او متعلّق به یک سرزمین و وطن نیست؛ وطن او جای جای کره خاکی است. مسائل لبنان و اشغال فلسطین، او را به ستوه آورده، عرب‌ها را که تن به ذلت داده و اشغال قدس را نظاره گر شده‌اند، مورد انتقاد قرار می‌دهند. با مطالعه آثار ماغوط می‌توان به موضوعات متنوعی مربوط به وطن عربی دست یافت که از جمله آنها، دعوت و تشویق به مقاومت برای غلبه بر غاصبان و نجات وطن عربی است. در مورد زندگی و آثار ماغوط، تألیفات زیادی صورت نگرفته‌است. «خلیل صویلح» در کتاب «اغتصاب کان و اخواتها» مصاحبه‌ها و گفتگوهای وی با خبرنگاران را جمع‌آوری کرده‌است. با مراجعه به این کتاب می‌توان به زندگی‌نامه ماغوط دست یافت. «فائز العراقی» در کتاب «القصیده الحره محمّدالماغوط نموذجاً» پس از طرح مباحثی در مورد قصیده النثر، به بیان تصویرپردازی و انواع آن در شعر ماغوط پرداخته‌است. «لؤی آدم» در کتاب «محمّد الماغوط وطن فی وطن» به تحلیل روان شناسانه شخصیّت ماغوط پرداخته‌است. در سایت‌های اینترنتی نیز می‌توان به نوشته‌هایی در مورد ماغوط دست یافت. اما در مورد مضامین آثار ماغوط و به ویژه مقاومت، تحقیق مستقلی صورت نگرفته‌است. این نوشتار، پس از شرح مختصری از زندگی سیاسی، اجتماعی و ادبی ماغوط، بن مایه‌های مقاومت را در آثار او بررسی کرده و به بیان آرا و نظرات او پرداخته‌است.

## دعوت به مبارزه و مقاومت
ماغوط از زمان کودکی، هجوم دشمنان را به وطنی که در آن متولّد شده می‌بیند. در جوانی، غصب و اشغال فلسطین را با چشمان خود شاهد است؛ بنابراین مبارزه و فداکاری در راه وطن، بخشی از وجود او می‌شود. او به عنوان یک انسان آزادی‌خواه، نمی‌تواند ستم و سلطه ظالمان و استعمارگران را نظاره گر باشد. از این رو در آثار خود، خلق را به مبارزه با ظلم و بیداد فرا می‌خواند. این فراخوانی زمانی صورت می‌گیرد که او رسالتش را به عنوان نیروی پیشرو انجام داده‌است امّا قادر نیست که یک تنه به تغییر وضع موجود بپردازد و با شکوه از برادرانش، رؤیاهای خود را بیان کند

## آثار و رسایل
ماغوط چند مجموعه شعر و تعدادی نمایشنامه طنز انتقادی بر جای گذاشته‌است. در سال ۱۹۵۹، اولین مجموعه شعری وی با نام «حزن ی ضوء القمر» منتشر شد. «او در این اثر، سبک جدیدی برای بیان حزن و اندوه ابداع کرد؛ سبکی که در نوع خود بی‌نظیر بود». (الموصلی، alenad.com) در سال ۱۹۶۰، زمانی که مخفیانه در اتاقی کوچک زندگی می‌کرد، دومین مجموعه شعری خود را با نام «غرفه بملایین الجدران» نوشت. تنها کار او در آن اتاق، خواندن کتاب‌هایی بود که «سنیه صالح» همسر او و «زکریا تامر» داستان‌نویس و دوست وی برایش می‌آوردند. سومین دیوان وی با نام «الفرح لیس مهنتی» در سال ۱۹۷۰ منتشر شد. از آثار نمایشی او «ضیعه تشرین»(۱۹۷۴)، «المهرج»(۱۹۹۸)، «خارج السرب» (۱۹۹۹)، «کاسک یا وطن»، «شقائق النعمان» و «العصفور الاحدب» را می‌توان نام برد. از ماغوط سه اثر دیگر با نام‌های «البدوی الاحمر»(۲۰۰۶)، «سیاف الزهور»(۲۰۰۱) و «شرق عدن غرب الله»(۲۰۰۱) به جا مانده‌است. مجموعه آثار وی شامل مجموعه‌های شعری «حزن فی ضوء القمر»، «غرفه بملایین جدران»، «لفرح لیس مهنتی» و دو نمایشنامه «العصفور الاحدب»، «المهرج» و روایه «الارجوحه» در یک کتاب و با عنوان «اعمال محمد الماغوط» چاپ شده‌است. همچنین سه مجموعه شعری او شامل «حزن فی ضوء القمر»، «غرفه بملایین جدران»، «الفرح لیس مهنتی» در یک کتاب با عنوان «الاعمال الشعریه» به چاپ رسیده‌است. برخی آثار وی نیز به زبان‌های فرانسه، ایتالیایی، انگلیسی و فارسی ترجمه شده‌است.

## نمونه شعر
مادرم!
...
برای نجات من بشتاب
بیا و مرا در جیب روستایی ژرفت پنهان کن
زیرا مرگ
از هر سو مرا احاطه کرده‌است…
آه مادر!
چی می‌شد اگر هیتلر نقاش باقی می‌ماند
و مارکس در کودکی از آسم می‌مرد…
آه مادر!
اگر آزادی برف بود
تمام عمر
بی سرپناه می‌خفتم